# Ràdio Torrent
Ràdio Torrent (en castellà, Radio Torrente) fon una emissora de ràdio municipal del temps de la Segona República, fundada el 1935. Estigué en actiu fins al final de la Guerra Civil, quan els nacionals afusellen el seu director, Francisco Cano.
Durant la Guerra Civil fou una de les emissores més importants de la Segona República, ja que emetia per ona curta i s'escoltava arreu de l'estat i fins i tot fora. Altres activitats foren l'emissió de comunicats oficials, noticiaris per a latinoamèrica i emissions internacionals en francés, italià i alemany. També enllaçà amb emissores republicanes de Tànger, Barcelona i Madrid i feia informes sobre les emissions del bàndol nacional, que després remetia al govern republicà.
El seu director, Francisco Cano, era el responsable del programa Chusma Fascista, on polemitzava amb Queipo de Llano.